# Рясник (приток Черни)
Ря́сник — река в Орловской и Курской областях России. Правый приток Черни.

## Физико-географическая характеристика
Берёт начало в Дмитровском районе Орловской области, северо-восточнее деревни Хальзево в урочище Муравчик. Основное направление течения — с севера на юг. На реке расположены несколько прудов. В нижнем течении протекает по территории промзоны Михайловского ГОКа. Впадает в реку Чернь на территории городского округа города Железногорска. Относится к категории малых рек с низкими величинами меженных расходов, а также слабой способностью к самоочищению.

## Населённые пункты
На реке Рясник расположены следующие населённые пункты (от истока к устью):
Дмитровский район Орловской области
- д. Хальзево
- д. Апойково
- п. Малиновский
- д. Авилово

Железногорский район Курской области
- п. Благовещенский
- п. Новая Жизнь
- п. Ивановский
- д. Рясник
- п. Георгиевский
- п. Михайловский

Городской округ город Железногорск
- п. Медовый[5] (упразднён)